# József Vágó (architecte)
Ne doit pas être confondu avec József Vágó.
József Vágó (parfois francisé en Joseph Vago), né le 23 décembre 1877 à Oradea (Royaume de Hongrie) et mort le 7 juin 1947 à Salies-de-Béarn (Pyrénées-Atlantiques), est un architecte hongrois.

## Biographie

### Jeunesse et formation
József Vágó naît le 23 décembre 1877 à Nagyvárad, en Transylvanie (aujourd'hui Oradea en Roumanie). Il est le fils d'un petit entrepreneur en maçonnerie. Son frère, László Vágó, est également architecte.
Il poursuit des études d'architecture à l'Université polytechnique de Budapest, dont il sort diplômé en 1900.

### Carrière

#### Débuts en Hongrie

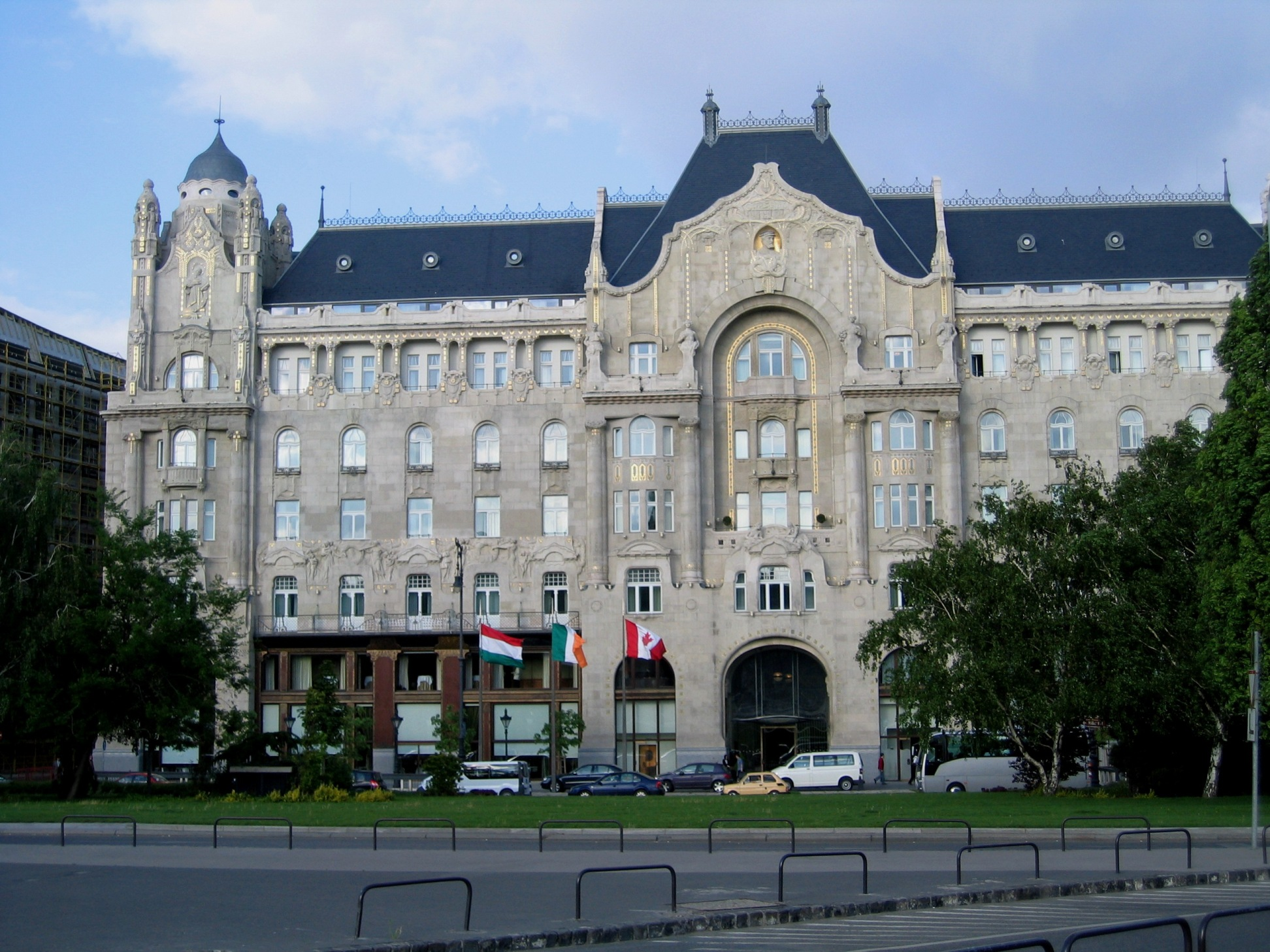
Vue de la façade du palais Gresham en 2005.

Après ses études, József Vágó dirige la construction du pavillon hongrois à l'Exposition universelle de Paris. Il travaille ensuite à Budapest chez l'architecte Ignác Alpár puis s'engage en 1901 dans le mouvement de la Sécession, équivalent en Hongrie de l'Art nouveau, qui se développe autour de la personnalité d'Ödön Lechner.
József Vágó ouvre sa propre agence en 1902 et collabore avec des artistes comme les peintres Áladár Kriesch-Körösföi et Sándor Nagy, et l'artisan verrier Miksa Róth. De 1904 à 1908, il édifie à Budapest plusieurs bâtiments emblématiques, considérés comme exemplaires du renouveau de l’architecture hongroise d’avant 1914 : le palais Gresham, bâti sous la direction de l'architecte Zsigmond Quittner, le Salon national, le théâtre du Parc, l'immeuble Gutenberg et le Bazar Árkád, construits avec son frère László Vágó.
En 1913, József Vágó établit un projet pour la caserne de gendarmerie de Nagyvarad sur un plan caractéristique en Y. Ses façades, dépouillées de tout ornement, témoignent de l’influence de l’esthétique fonctionnaliste de la Neue Sachlichkeit.
Marxiste convaincu, József Vágó désire également développer une architecture « sociale ». Il exerce dans les années 1910 plusieurs fonctions officielles en Hongrie. Il est le représentant hongrois lors de la première exposition du Werkbund en 1914, puis directeur de l'Office du logement et chef du Directoire de l'architecture pendant la période révolutionnaire consécutive à l'effondrement de l'empire austro-hongrois après la Première Guerre mondiale.

#### Exil en Italie
Après la chute de la république des Conseils de Béla Kun et l'arrivée au pouvoir de l'amiral Horthy, József Vágó émigre en Italie en 1919 avec sa famille.
Il construit, via Sistina, une villa d’esprit résolument moderne mais qu'il transformera peu après dans un style néo-baroque romain. A Rome également, il établit un projet de logements sociaux. Cherchant à renouveler ce type de programme, il propose des appartements à deux niveaux superposés avec loggias dans les étages et terrasse pour le dernier niveau.
En 1926, József Vágó participe au concours pour le Palais des Nations à Genève. Il est l'un des quatre lauréats choisis pour en établir le projet définitif. Il participe également au concours pour la construction du parlement d’Ankara où il remporte le second prix.
Ses démêlés avec ses associés Henri-Paul Nénot, Jules Flegenheimer, Camille Lefèvre et Carlo Broggi et avec Le Corbusier au cours de la réalisation du palais des Nations, conduisent József Vágó à prendre part au débat architectural européen, à se dissocier des courants dominants et à entamer une importante œuvre de critique. En 1930, il publie en hongrois un livre sur l’architecture et l’urbanisme, Városokon Kereszül (en français : À travers les villes), dont le manuscrit de la traduction française est conservé à l’Institut français d’architecture.

##### Retour à Budapest et installation en France
Etabli à nouveau à Budapest, József Vágó se consacre à des projets d’aménagement de la ville, et publie, en 1936 Budapest művészi újjáépítése (en français : La reconstruction artistique de Budapest).
Au début de la Seconde Guerre mondiale, il s'établit en France, à Salies-de-Béarn.

## Famille
József Vágó est le père de l'architecte Pierre Vago, né en 1910 à Budapest. Il collabore avec son fils, éditeur de la revue L'Architecture d'aujourd'hui, en tant que correspondant en Hongrie.

## Réalisations

### Principales réalisations
- 1905-1908 : Palais Gresham (Budapest)
- 1906 : Salon national (Budapest)
- 1906-1907 : Foyer Gutenberg (Budapest)
- 1908-1909 : Bazar Árkád (Budapest)

## Publications
- (hu) József Vágó, Városokon Kereszül, Budapest, Biró Miklós Kiadóvállalat Rt. Kiadása, 1930, 257 p.
- (hu) József Vágó, Budapest művészi újjáépítése Vágó József elgondolása szerint, Budapest, Budai István, 1936, 71 p.